# Acetilglicinamid hloral hidrat
Acetilglicinamid hloral hidrat је хипнотик/седатив. Он је комбинација Н-Ацетилглицинамида и хлорал хидрата.